# Philip Goldson

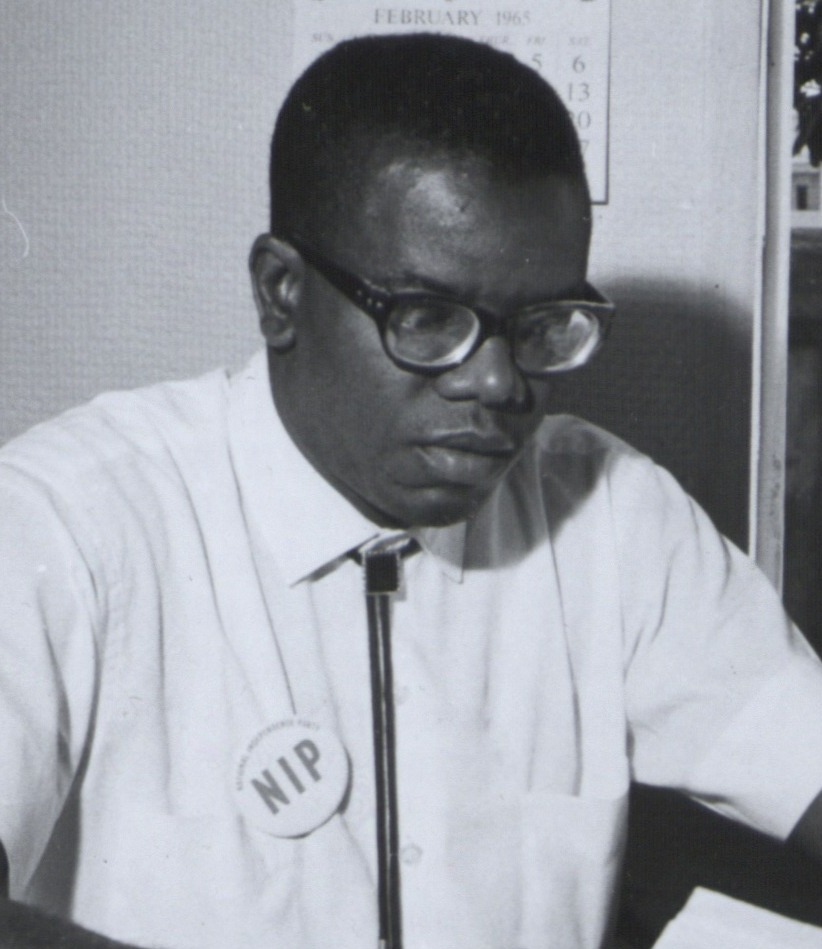
Philip Stanley Wilberforce Goldson (1965)

Philip Stanley Wilberforce Goldson (* 25. Juli 1923 in Belize City, British Honduras; † 3. Oktober 2001 in New York City) war ein Journalist und Politiker aus Belize, der unter anderem von 1965 bis 1998 für verschiedene Parteien Mitglied des Repräsentantenhauses (House of Representatives) für den Wahlkreis Albert und damit das Mitglied mit der längsten ununterbrochenen Parlamentszugehörigkeit war. 1967 war er der erste Politiker seines Landes, der vor der Generalversammlung der Vereinten Nationen sprach, sowie 1969 als Leader of the Opposition erster Oppositionsführer im Repräsentantenhaus. Im September 2008 wurde Goldson posthum mit dem Orden des Nationalhelden geehrt, der höchsten Auszeichnung, die einem Belizianer verliehen werden kann.

## Leben

### Journalist, Mitglied der Legislativversammlung und des Legislativrates

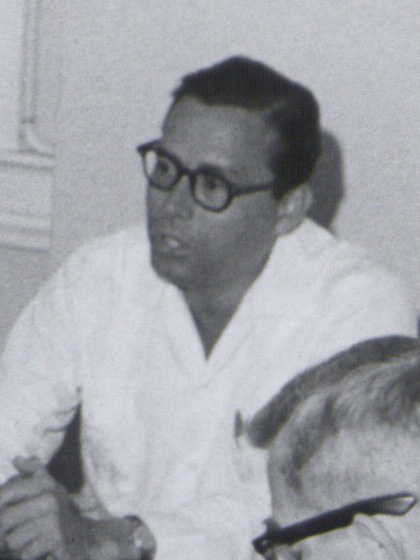
Zu Beginn seiner politischen Laufbahn arbeitete Goldson in der People’s United Party eng mit George Cadle Price zusammen.

Philip Stanley Wilberforce Goldson, zweiter Sohn von Peter Edward Goldson und Florence Babb, besuchte die St. Mary’s Primary School. Obwohl er nie die Möglichkeit hatte, eine weiterführende Schule zu besuchen, lernte er nachts und erlangte 1939 erfolgreich das Cambridge University Overseas Junior Certificate und 1941 das Senior School Certificate. Daraufhin begann er 1941 seine berufliche Tätigkeit im öffentlichen Dienst der damaligen Kronkolonie British Honduras, dem British Honduras Civil Service, und gehörte diesem als Redakteur des Civil Service Chronicle bis 1947 an. In den frühen 1940er Jahren gehörte er zu den Teilnehmern der Bewegung Offenes Forum (Open Forum movement) von George Cadle Price und Leigh Richardson sowie älteren Aktivisten wie Clifford Betson und Antonio Soberanis Gómez. Mit dem Aufkommen dieser Nationalistischen Bewegung schrieb er zudem seit 1941 als Redakteur Artikel für das Belize Billboard. Die Notlage der Arbeiter in Belize führte ihn in die Gewerkschaft und 1949 wurde er Nationaler Organisator der 1939 von Antonio Soberanis Gómez gegründeten Allgemeinen Gewerkschaft GWU (General Workers Union), deren Generalsekretär er später wurde. 1950 wurde die erste große politische Partei, die Vereinigte Volkspartei PUP (People’s United Party), unter der Führung von John Smith gegründet. Goldson wurde als Gründungsmitglied zum stellvertretenden Sekretär (Assistant Secretary) ernannt und arbeitete George Price zusammen, der ebenfalls stellvertretender Parteisekretär war. Er war weiterhin Chefredakteur des Belize Billboard und hielt diese als Tageszeitung am Laufen, bis seine Büros Ende der 1960er Jahre zerstört wurden.
1951 wurden sowohl Goldson als auch Leigh Richardson wegen aufrührerischer Absicht verurteilt, basierend auf einem Auszug aus dem Belize Billboard, in dem es hieß: „Es gibt zwei Wege zur Selbstverwaltung (Unabhängigkeit). Evolution und Revolution. Wir versuchen es jetzt mit der Evolution.“ (‚There are two roads to self government (Independence). Evolution and Revolution. We are now trying evolution.‘) Die Kolonialregierung war der Ansicht, dass die Worte die Absicht unterstellten, eine Revolution zu versuchen, wenn die Evolution nicht erfolgreich war. Sie wurden zu einem Jahr Zwangsarbeit verurteilt. Im Gefängnis brachte er seinen Mithäftlingen Lesen und Schreiben bei. Bevor er für seine Ideale ins Gefängnis kam, gewann er einen Sitz im Stadtrat von Belize City und war bis zu seiner Verurteilung Vizepräsident des Stadtrates und damit stellvertretender Bürgermeister. Bei den Wahlen vom 28. April 1954 wurde er mit 52,7 Prozent für die PUP im Wahlkreis Belize South zum Mitglied der Legislativversammlung von Britisch-Honduras gewählt und gehörte dieser bis zum 20. März 1957 an. Bei der Wahl wurde die PUP mit 9.461 Stimmen (65 Prozent) stärkste Kraft und erhielt acht der neun Sitze in der Legislativversammlung (Legislative Assembly). Nach seiner Wahl in die Legislativversammlung wurde er außerdem zum Mitglied des Legislativrates (Legislative Council) ernannt und war als solches de Facto-Minister für soziale Dienste (Member for Social Services), ein Posten, den er bis 1957 ausübte, als seine politische Karriere ins Stocken geriet. Sein Geschäftsbereich umfasste Arbeit, Wohnen und Planung, Gesundheit, Bildung und soziale Wohlfahrt sowie Gemeindeentwicklung. Während dieser Zeit koordinierte er den Bau von Corozal Town nach der Zerstörung durch den Hurrikan Janet im Jahr 1955. Er war ein früher Förderer des Dorfratssystems, erließ eine neue Bildungsverordnung, die die Grundschulbildung kostenlos machte, gewährte erstmals staatliche Unterstützung für Sekundarschulen und führte eine Sonderzulage für pensionierte Lehrer ein, die bis dahin keine Rentenleistungen genossen. Zudem erfolgte in seiner Amtszeit die Bestätigung als beitragendes Mitglied der University of the West Indies (UWI). Des Weiteren richtete er auch das Amt für Wohnungswesen und Planung mit dem Stadtplaner Henry C. Fairweather als erstem Direktor ein und überarbeitete die Vorschriften für Regierungsangestellte, um das Abbuchungssystem für Gewerkschaften festzulegen.

### Austritt aus der PUP und Oppositionsjahre
1956 trat Goldson zusammen mit neun anderen Parteifunktionären von seinem Posten als stellvertretender Sekretär der PUP zurück und verwies auf die ehrgeizigen Schritte von Price innerhalb der Parteihierarchie. Das Verhältnis zwischen den beiden bisherigen Weggefährten war so erschüttert, dass sie nie wieder zusammenarbeiteten. Er gründete zusammen mit Leigh Richardson am 4. Oktober 1956 die Honduranische Unabhängigkeitspartei HIP (Honduran Independence Party) und wurde stellvertretender Parteivorsitzender. Bei den Wahlen vom 20. März 1957 kandidierte er im Wahlkreis Belize South erfolglos für ein Mandat im Repräsentantenhaus (House of Representatives) und unterlag mit 38,6 Prozent nur knapp dem PUP-Bewerber Denbigh Jeffery, der 39,7 Prozent erhielt. Die HIP erreichte jedoch nur 2.057 Stimmen (18,3 Prozent), aber keines der neun Mandate, die alle an die PUP fielen. Nach der Auflösung der HIP am 25. Juni 1958, gründete er am 1. Juli 1958 gemeinsam mit Herbert Fuller die Nationale Unabhängigkeitspartei NIP (National Independence Party). Gemeinsam mit Fuller kandidierte er für die NIP bei den Wahlen am 26. März 1961. Die NIP kam zwar auf 5.107 Stimmen (23,6 Prozent), erhielt aufgrund des Wahlsystems aber keinen der nunmehr 18 Sitze, die alle an die PUP gingen. Allerdings wurde er von Generalgouverneur Sir Colin Hardwick Thornley zu einem der fünf ernannten Mitglieder der Legislativversammlung berufen. 1961 wurde er zudem als Nachfolger von Fuller Vorsitzender der National Independence Party.
Bei den darauf folgenden Wahlen am 1. März 1965 war Philip Goldson Spitzenkandidat der NIP, die nunmehr 10.407 Stimmen (39,4 Prozent) erhielt und zwei Sitze im 18-köpfigen Repräsentantenhaus bekam. Er selbst wurde erstmals im Wahlkreis Albert mit 55,6 Prozent gewählt, während Edwin Morey den Wahlkreis Toledo North gewann. 16 der 18 Mandaten fielen allerdings an die PUP unter Price, die 15.271 Wählerstimmen (57,8 Prozent) erhielt. 1967 war er der erste Politiker seines Landes, der vor der Generalversammlung der Vereinten Nationen sprach. Bei den Wahlen vom 5. Dezember 1969 errang die PUP mit 12.888 Stimmen (58,9 Prozent) 17 der 18 Mandate im Repräsentantenhaus, während die NIP in einer Wahlallianz mit der 1969 von Dean Lindo gegründeten Volksentwicklungsbewegung PDM (People’s Development Movement) 8.910 Stimmen (40,7 Prozent) erhielt. Goldson wurde als einziger Kandidat dieses Wahlbündnisses gewählt und wurde als Leader of the Opposition erster Oppositionsführer im Repräsentantenhaus. Am 27. September 1973 wurde die Vereinigte Demokratische Partei UDP (United Democratic Party) aus National Independence Party (NIP), People’s Development Movement (PDM) und Liberal Party gegründet, um die Vorherrschaft der regierenden PUP zu brechen. Erster Parteivorsitzender wurde Dean Lindo. Laut dem Historiker Assad Shoman hielt Goldson das Zweiparteiensystem in Belize im Alleingang am Leben, als die Bürger der PUP misstrauten und die NIP ignorierten. Goldson ging jedoch schließlich, um ein Studium der Rechtswissenschaften in London zu absolvieren. Er kehrte 1974 nach seiner anwaltlichen Zulassung an der Anwaltskammer (Inns of Court) von Lincoln’s Inn und nach der Gründung der UDP zurück.

### Erfolglose Kandidatur als UDP-Vorsitzender und Minister

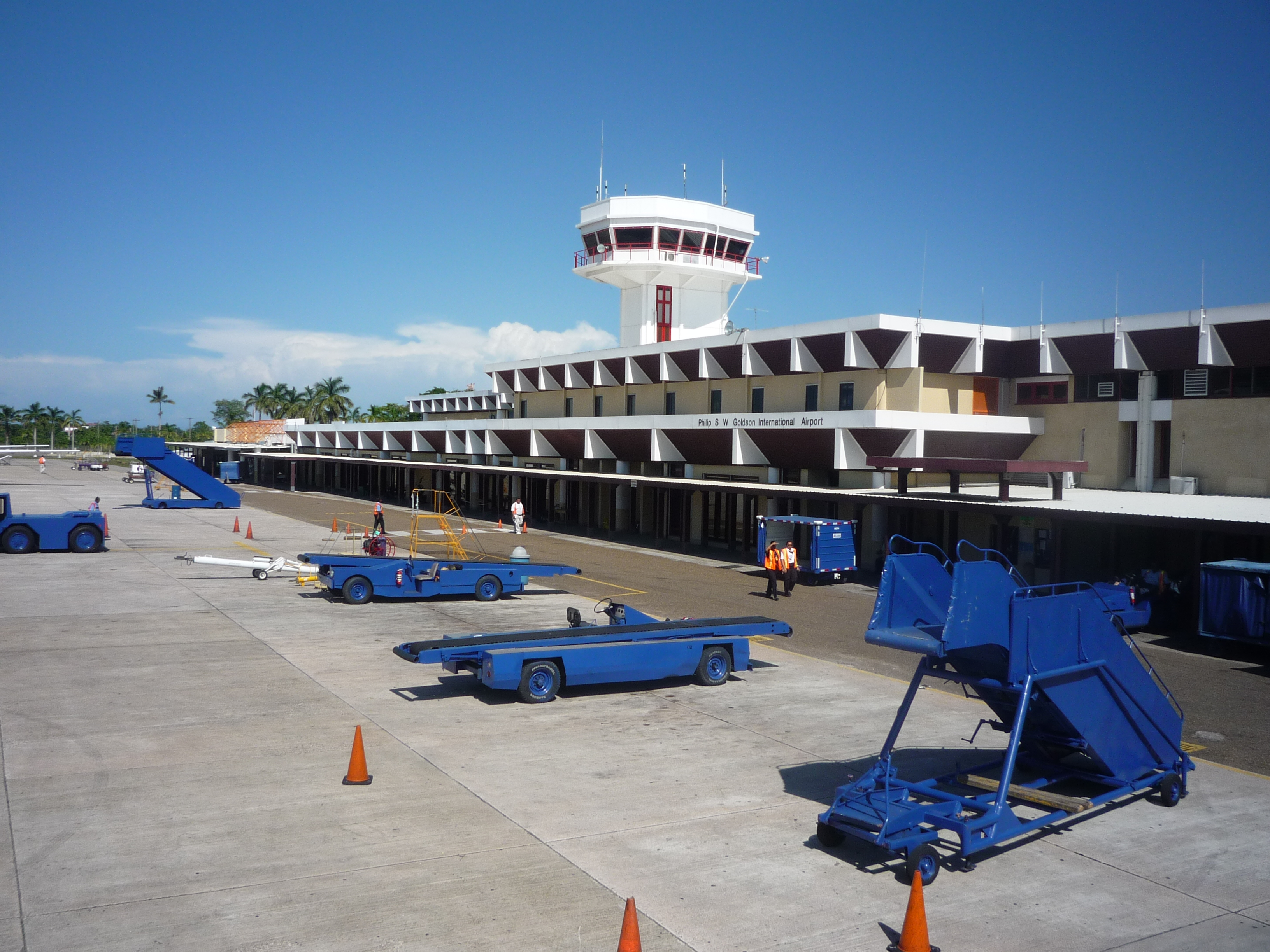
1989 wurde ihm zu Ehren der Philip S. W. Goldson International Airport benannt, der Flughafen der Stadt Belize City und der wichtigste internationale Flughafen von Belize.

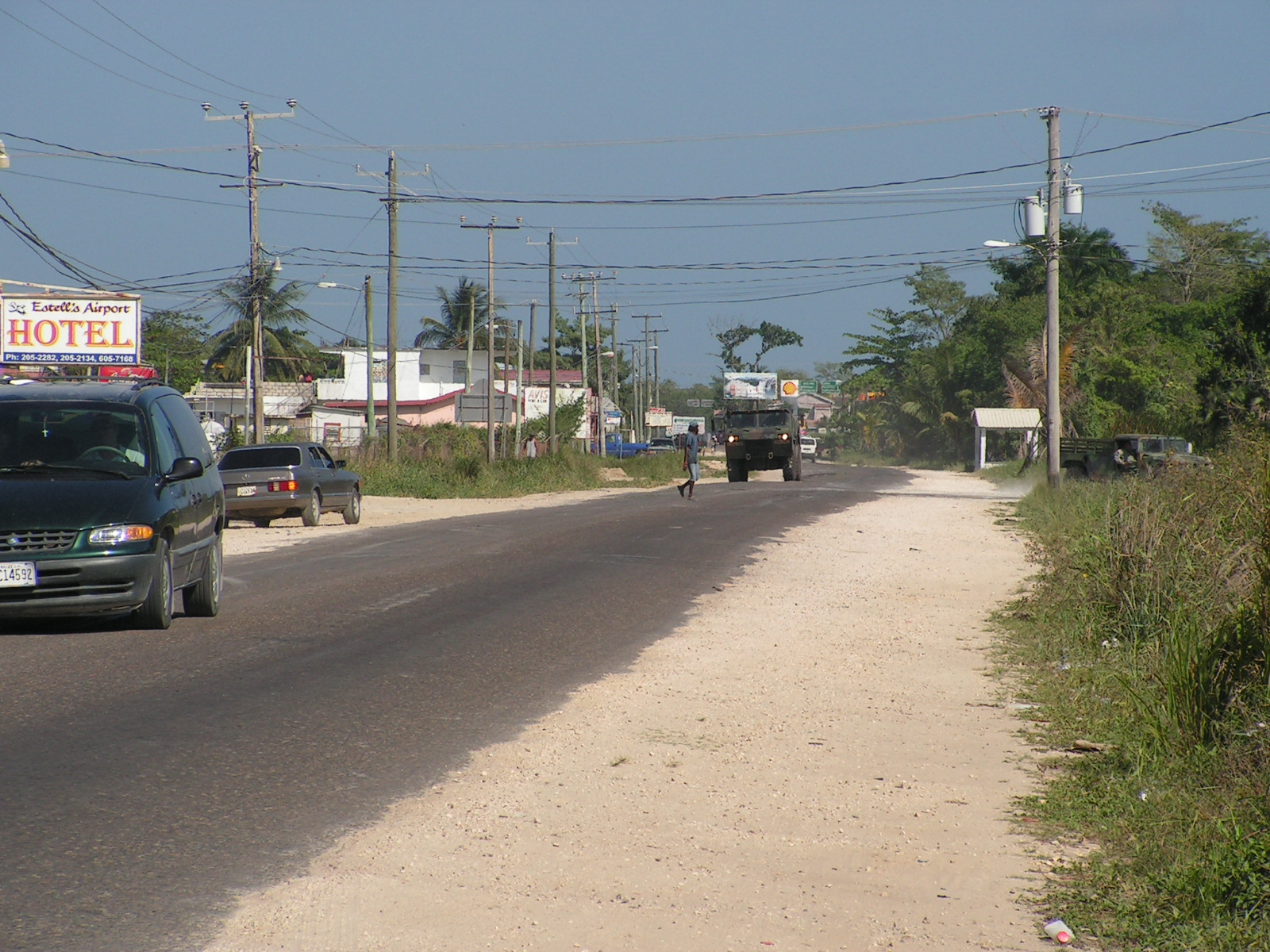
2012 wurde ferner der bisherige Northern Highway nach ihm in Philip Goldson Highway benannt.

Philip Goldson wurde für die UDP bei den Wahlen am 30. Oktober 1974, bei der die UDP 9.069 Stimmen (38,9 Prozent) und sechs der 18 Sitze erhielt, sowie bei den Wahlen vom 24. November 1979, bei der die UDP mit 21.045 Stimmen (47,4 Prozent) fünf Mandate bekam, jeweils als Mitglied des Repräsentantenhauses wiedergewählt. Nachdem Theodore Aranda, der Nachfolger von Dean Lindo als Parteivorsitzender, 1982 als Politischer Führer der UDP abgesetzt worden war, kandidierte Goldson 1983 erfolglos gegen Manuel Esquivel für den Posten des UDP-Vorsitzenden, das seit 1982 kommissarisch von Curl Thompson ausgeübt wurde.
Bei den Wahlen 14. Dezember 1984 kam es zu einem Erdrutschsieg der UDP, die mit 25.726 Stimmen (54 Prozent) 21 Sitze in dem jetzt 28-köpfigen Repräsentantenhaus erhielt, und die bislang regierende PUP von Premierminister George Cadle Price schlug, die nur noch 20.961 Stimmen (44 Prozent) sowie sieben Mandate bekam. Der UDP-Vorsitzende Manuel Esquivel wurde daraufhin am 15. Dezember 1984 neuer Premierminister und berief Goldson zum Sozialminister (Minister of Social Services) in dessen Kabinett und gehörte diesem bis zum 4. September 1989 an. Als Sozialminister gründete er das Familiengericht (Family Court), das Stadtamt für Belize City (Belize City Urban Department), das Amt für Frauenangelegenheiten (Department of Women’s Affairs), die District Councils als politische Vertretungen der Distrikte und die Abteilung für Hilfen für Menschen mit Behinderungen (Disabilities Service Division). Bei den Wahlen vom 4. September 1989 verlor die UDP mit 28.900 Stimmen (49 Prozent) und nunmehr 13 Sitzen knapp gegen die PUP, die 29.986 Stimmen (50,9 Prozent) und 15 Mandate gewann. Goldson selbst konnte sein Mandat im Wahlkreis Albert mit 812 Stimmen (58,1 Prozent) wieder gewinnen. 1989 wurde ihm zu Ehren der Philip S. W. Goldson International Airport benannt, der Flughafen der Stadt Belize City und der wichtigste internationale Flughafen von Belize.
Anlässlich der Verabschiedung des Gesetzes über die Seegebiete (Maritime Areas Act) 1991 führte Goldson eine Gruppe von Politikern, um die Nationale Allianz für die Rechte der Belizianer NABR (National Alliance for Belizean Rights) zu gründen. Er beschuldigte die PUP und die UDP, die Politik in Belize für sich übernommen zu haben, und versprach, für Belizes Sache zu kämpfen. Er war am 13. Januar 1992 maßgeblich an der Gründung der National Alliance for Belizean Rights (NABR) beteiligt. Bei den anschließenden Wahlen am 30. Juni 1993 erhielt das Wahlbündnis aus UDP und NABR 34.306 Stimmen (48,7 Prozent) und erhielt trotzdem mit 16 Sitzen mehr Mandate als die PUP, die 36.082 Stimmen (51,2 Prozent) die 13 Mandate im 29-köpfigen Repräsentantenhaus bekam. Daraufhin wurde Manuel Esquivel am 2. Juli 1993 zum zweiten Mal Premierminister. Goldson wurde bei dieser Wahl im Wahlkreis Albert mit 865 Stimmen (56,6 Prozent) noch einmal zum Mitglied des Repräsentantenhauses wiedergewählt. Bei den Wahlen am 27. August 1998 kandidierte er nicht erneut und schied nach über 33 Jahren Zugehörigkeit aus der Nationalversammlung aus. Er war damit das Mitglied mit der längsten ununterbrochenen Parlamentszugehörigkeit.
Für seinen Patriotismus und seine politische Arbeit wurde ihm im September 2001 der Order of Belize verliehen. Philip Stanley Wilberforce Goldson starb am 3. Oktober 2001 nach langer Krankheit. Er wurde mit einem Staatsbegräbnis beigesetzt. Aus seiner am Wahltag am 28. April 1954 geschlossenen Ehe mit Hadie Jones gingen die sechs Kinder Phillip, Dale, Adrian, Karen-Anne, Ann Margaret und Florence Goldson hervor. Im September 2008 wurde ihm posthum mit dem Orden des Nationalhelden geehrt, der höchsten Auszeichnung, die einem Belizianer verliehen werden kann. Diese haben bislang neben ihm nur Königin Elisabeth II. (1991) sowie George Cadle Price (2000) und Monrad Siegfried Metzgen erhalten. 2012 wurde ferner der bisherige Northern Highway nach ihm in Philip Goldson Highway benannt.